# Rodel vid olympiska vinterspelen 2014

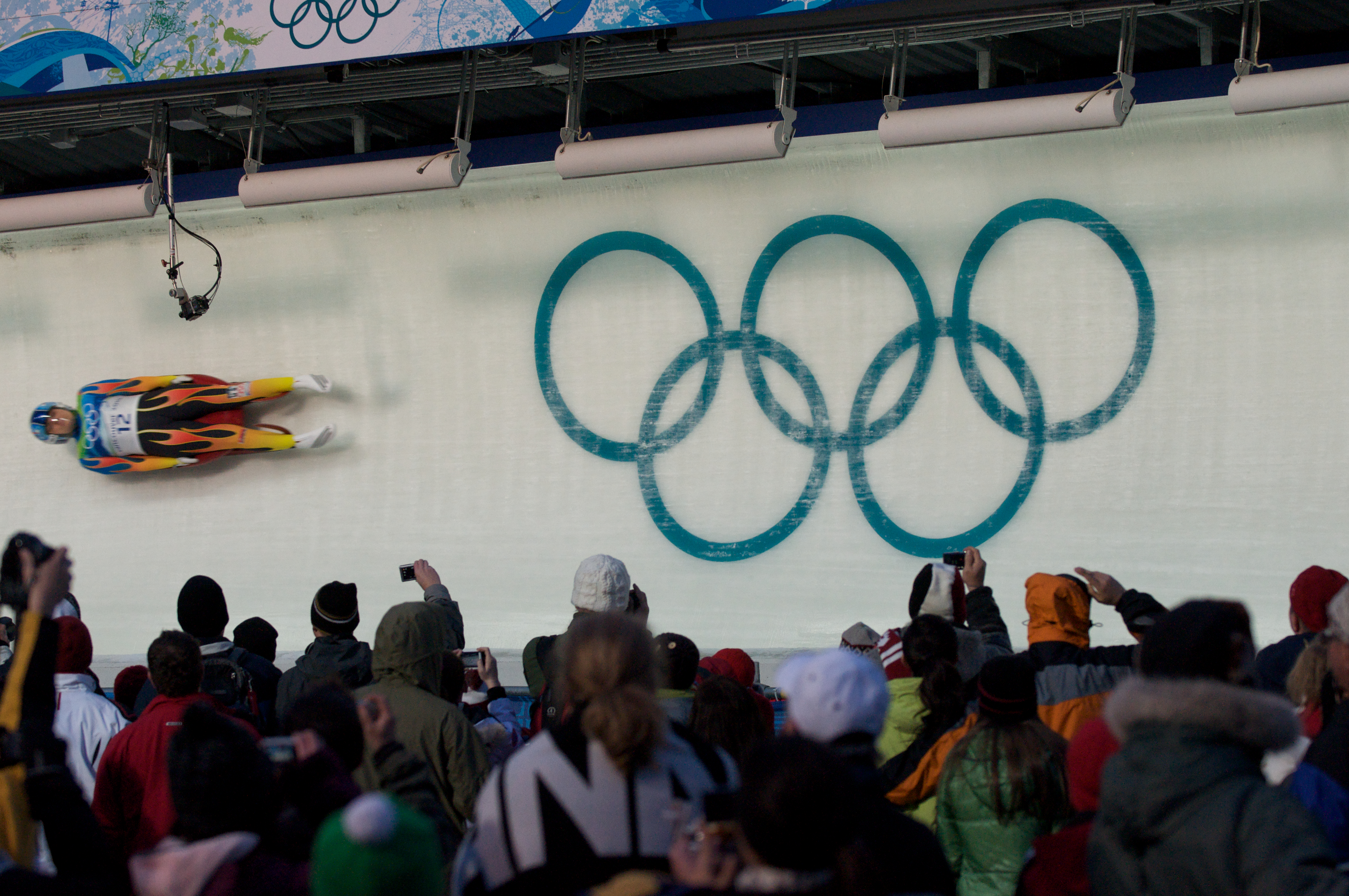
Julia Clukey från USA, 2010.

Rodel vid olympiska vinterspelen 2014 hölls på anläggningen Sanki isbanecenter i närheten av skidorten Krasnaja Poljana, Ryssland. Tävlingarna pågick mellan den 8 och 13 februari 2014.

## Tävlingsprogram
| Datum       | Tid   | Gren                        |
| ----------- | ----- | --------------------------- |
| 8 februari  | 18:30 | Herrarnas singel åk 1 och 2 |
| 9 februari  | 18:30 | Herrarnas singel åk 3 och 4 |
| 10 februari | 18:45 | Damernas singel åk 1 och 2  |
| 11 februari | 18:30 | Damernas singel åk 3 och 4  |
| 12 februari | 18:15 | Herrarnas dubbel            |
| 13 februari | 20:15 | Mixat lag                   |

## Medaljsummering
| Gren                         | Guld                                                              | Guld                                                              | Silver                                                                         | Silver                                                                         | Brons                                                        | Brons                                                        |
| Damernas singel Detaljer...  | Natalie Geisenberger Tyskland                                     | Natalie Geisenberger Tyskland                                     | Tatjana Hüfner Tyskland                                                        | Tatjana Hüfner Tyskland                                                        | Erin Hamlin USA                                              | Erin Hamlin USA                                              |
| Herrarnas singel Detaljer... | Felix Loch Tyskland                                               | Felix Loch Tyskland                                               | Albert Demtjenko Ryssland                                                      | Albert Demtjenko Ryssland                                                      | Armin Zöggeler Italien                                       | Armin Zöggeler Italien                                       |
| Herrarnas dubbel Detaljer... | Tyskland Tobias Arlt Tobias Wendl                                 | Tyskland Tobias Arlt Tobias Wendl                                 | Österrike Andreas Linger Wolfgang Linger                                       | Österrike Andreas Linger Wolfgang Linger                                       | Lettland Andris Sics Juris Sics                              | Lettland Andris Sics Juris Sics                              |
| Mixat lag Detaljer...        | Tyskland Tobias Arlt Natalie Geisenberger Felix Loch Tobias Wendl | Tyskland Tobias Arlt Natalie Geisenberger Felix Loch Tobias Wendl | Ryssland Vladislav Antonov Albert Demtjenko Aleksandr Denisjev Tatjana Ivanova | Ryssland Vladislav Antonov Albert Demtjenko Aleksandr Denisjev Tatjana Ivanova | Lettland Martins Rubenis Andris Sics Juris Sics Eliza Tiruma | Lettland Martins Rubenis Andris Sics Juris Sics Eliza Tiruma |

### Medaljtabell
- Efter mixat lag 13 februari

| Pl. | Nation    | Guld | Silver | Brons | Totalt |
| --- | --------- | ---- | ------ | ----- | ------ |
| 1   | Tyskland  | 4    | 1      | 0     | 5      |
| 2   | Ryssland  | 0    | 2      | 0     | 2      |
| 3   | Österrike | 0    | 1      | 0     | 1      |
| 4   | Lettland  | 0    | 0      | 2     | 2      |
| 5   | Italien   | 0    | 0      | 1     | 1      |
| 5   | USA       | 0    | 0      | 1     | 1      |
|     | Totalt    | 4    | 4      | 4     | 12     |